# Aleiodes carlsbadensis
Aleiodes carlsbadensis är en stekelart som beskrevs av Fortier 2006. Aleiodes carlsbadensis ingår i släktet Aleiodes och familjen bracksteklar. Inga underarter finns listade i Catalogue of Life.